# Infectivitat
En epidemiologia, la infectivitat és la capacitat d'un patogen per produir una infecció. Més concretament, la infectivitat és la capacitat de transmissibilitat horitzontal d'un patogen, és a dir, en quina freqüència es propaga entre els hostes que no es troben en una relació progenitor-fill. La mesura d'infectivitat en una població s'anomena incidència.
S'ha demostrat que la infecció està correlacionada positivament amb la virulència. Això vol dir que, a mesura que augmenta la capacitat d'un agent patogen d'infectar un nombre més gran d'hostes, també augmenta el nivell de perjudici que causa a l'hoste.
La infectivitat d'un agent patogen és subtilment diferent de la seva transmissibilitat vertical, que fa referència a la capacitat de transmissió dels progenitors als fills.